# Herman Autrey
Herman Autrey est un trompettiste, parfois chanteur, de jazz américain né le 4 décembre 1904 à Evergreen (Alabama) et décédé le 14 juin 1980 à New York.

## Biographie
Herman Autrey débute au saxhorn alto avant de passer à la trompette. Il commence sa carrière dans des orchestres de la région de Pittsburgh avant de s'installer, en Floride (1926).
En 1933, il déménage à New York où il est musicien « free lance ». On l'entend, cette année-là, dans la formation du pianiste Charlie Johnson. À partir de 1934, il travaille régulièrement pour Fats Waller. Il enregistre de nombreux disques sous la direction du pianiste. Dans les années 1930-40, on peut l'entendre aux côtés de Fletcher Henderson, Claude Hopkins, Stuff Smith, Sammy Price, Una Mae Carlisle et, chose plus étonnante, d'Herbie Nichols.
Victime d'un grave accident de circulation  en 1954, il reste cependant actif en particulier au sein du groupe traditionnel « Saints and Sinners » de Vic Dickenson et Red Richards.
Tout au long de sa carrière, il a dirigé ses propres petites formations. Pourtant, il n'a enregistré que 3 disques sous son propre nom.
Son jeu alternativement viril et doux, exubérant dans les improvisations collectives, s'accorde parfaitement avec celui de Fats Waller avec lequel il a enregistré ses chorus les plus marquants.